# Mihail Tihonravov
Mihail Klavdievici Tihonravov (29 iulie 1900 – 3 martie 1974) a fost un inginer sovietic care a fost un pionier al proiectării navelor spațiale și rachetelor.

## Biografie și carieră
Mihail Tihonravov s-a născut în Vladimir, Rusia. A studiat la Academia Forțelor Aeriene Jukovski din 1922 până în 1925, unde a fost expus ideilor lui Konstantin Țiolkovski despre zborurile spațiale. După absolvire și până în 1931 a lucrat în mai multe industrii aeronautice și s-a angajat în dezvoltarea planoarelor. Din 1931 și mai departe, s-a dedicat dezvoltării domeniului rachetelor. În 1932, s-a alăturat Grupului pentru Studiul Mișcării Reactive (rusă: Группа изучения реактивного движения, abreviat ГИРД, GIRD), ca unul dintre cei patru șefi de brigadă. Brigada sa a construit racheta GIRD-09, alimentată cu oxigen lichid și benzină gelatinoasă, și a fost lansată la 17 august 1933.
Din 1938, Tihonravov a cercetat motoarele de rachete cu combustibil lichid și a dezvoltat rachete în scopul cercetării straturilor atmosferice superioare. La sfârșitul anilor 1930, dezvoltarea rachetelor cu combustibil lichid a fost oprită, iar Tihonravov s-a concentrat asupra dezvoltării proiectilelor sistemului de armament al lansatorului de rachete Katiușa.
Tihonravov a rămas în GIRD pe măsură ce a evoluat în RNII (Реактивный научно-исследовательский институт, РНИИ), institutul de propulsie cu reacție, și apoi NII-1. În 1946, a devenit șef adjunct al NII-4 în Academia de Științe de Artilerie și a dezvoltat Proiectul VR-190. Tihonravov a propus în 1948 un tip de rachetă cu mai multe trepte în care motoarele ar funcționa în paralel  pentru a obține o rază de zbor mai mare. Anunțul său a fost întâmpinat ca ridicol și cu scepticism de către colegii săi cercetători, deoarece la acea vreme, se credea că 1000 km era limita absolută pentru raza de acțiune a rachetei. În NII-4, el a condus o echipă de cercetători care au făcut studii importante asupra rachetelor cu mai multe trepte, mișcării orbitale a sateliților, programe optime de control al lansării pe orbită, traiectorii de reintrare și ecranarea termică. Această echipă a proiectat Sputnik 3⁠(d), Luna 1⁠(d), Luna 3⁠(d), Luna 4⁠(d) și primele sonde Venus și Marte. În 1956, Serghei Koroliov l-a transferat pe Tihonravov și echipa sa (inclusiv Mstislav Keldiș) în biroul său, OKB-1 (Biroul 1 de proiectări speciale).
După lansarea lui Sputnik 1 și a unui satelit cu un animal la bord, Tihonravov (împreună cu o serie de alți oameni de știință) a primit premiul Lenin (1957).
Tihonravov, cu educația sa clasică, a fost creditat pentru inventarea și popularizarea termenului de cosmonaut („călător în spațiu”), pentru a fi diferit de cuvântul englez astronaut.
Craterul Tihonravov  de pe planeta Marte poartă numele lui Mihail Tihonravov.